# Десять заповідей хуту
«Десять заповідей хуту» — маніфест, що містить заклики до розпалювання ворожнечі між тутсі і хуту, опублікований у грудні 1990 року в газеті «Кангур» і вплинув на загострення ситуації в Руанді. Газета «Кангур» видавалася з 1990 по 1994 рік. Редактор газети Хассан Нгезі був визнаний учасником геноциду в Руанді і засуджений до довічного ув'язнення.

## Текст
|  | 1. Хуту повинні знати, що жінка-тутсі, ким би вона не була, служить інтересам своєї етнічної групи. Тому зрадником є будь-який хуту, хто робить наступне: - Одружується на тутсі - Заводить коханку-тутсі - Наймає жінку-тутсі в секретарі або на іншу роботу. 2. Всі хуту повинні знати, що дочки нашого народу набагато сумлінніші і гідніші в ролі жінки, дружини і матері. Хіба вони не найбільш прекрасні, більш щирі і не є найкращими секретарями? 3. Жінки хуту, будьте пильні і приводьте до тями своїх чоловіків, синів і братів. 4. Всі хуту повинні знати, що всі тутсі нечесні в бізнесі. Їхня єдина мета - національна перевага. Тому зрадником є будь-який хуту, що робить наступне - Має компаньйона-тутсі в бізнесі. - Вкладає свої або державні гроші в компанію, якою володіють тутсі. - Дає або бере в борг у тутсі. - Дає тутсі привілеї в бізнесі (видача ліцензії на експорт, банківського кредиту, надання ділянки для будівництва, пропозиція на участь в тендері тощо). 5. Стратегічні політичні, економічні, військові позиції, а також позиції в структурах безпеки повинні бути закріплені за хуту. 6. Хуту повинні складати більшість в сфері освіти, як серед учнів, так і серед викладачів. 7. Збройні сили Руанди повинні складатися виключно з хуту. Цей урок дали нам військові дії в 1990 році. Жоден військовий не може одружитися з тутсі. 8. Хуту повинні перестати жаліти тутсі. 9. Всі хуту, хто б вони не були, повинні бути об'єднані, залежати один від одного і піклуватися про долю своїх братів-хуту. - Хуту в Руанді і за її межами повинні постійно шукати друзів і союзників у Справі Хуту, починаючи зі своїх братів-банту - Вони повинні постійно протистояти пропаганді тутсі - Хуту повинні бути сильні і пильні перед обличчям своїх ворогів-тутсі. 10. Соціальна революція 1959 р., референдум 1961 р. й ідеологія хуту повинні вивчатися усіма хуту на всіх рівнях. Кожен хуту, що бере участь в переслідуванні своїх братів-хуту - зрадник для братів, які читали, поширювали і вивчали цю ідеологію. |